# Lok Sabha
Lok Sabha (på hindi लोक सभा, folkets kammare) är den ena kammaren i Indiens tvåkammarparlament, Sansad. Indiens regering är parlamentariskt ansvarig inför Lok Sabha.
Enligt Indiens grundlag kan Lok Sabha ha högst 530 ledamöter från delstaterna, högst 20 ledamöter från de federala territorierna (union territories) och 2 ledamöter från den angloindiska minoriteten. Lok Sabha har idag 545 ledamöter, av vilka 543 ledamöter väljs för en mandatperiod om 5 år i majoritetsval i enmansvalkretsar, och övriga två ledamöter utses av Indiens president att representera den angloindiska minoriteten. Val kan utlysas innan 5 år passerat av en mandatperiod. Den nya mandatperioden löper från dagen för senaste valets avslutande. Valbarhetsåldern är 25 år. Rösträttsåldern sänktes 1988 från 21 till 18 år.
Det parlamentariska arbetet sker i 35 kommittéer som kan vara permanenta eller ad hoc-kommittéer.
Lok Sabha TV är en tv-kanal, som är grundad 2006, vars uppgift är att rapportera om parlamentets verksamhet på de två federala officiella språken: engelska och hindi.

## Funktionärer
För den nuvarande Lok Sabha (mandatperioden från 2019) är Om Birla Lok Sabhas talman. Gruppledare för majoriteten är premiärminister Narendra Modi. Gruppledare för oppositionen finns officiellt inte just nu eftersom inget oppositionsparti har mer än 10 % av platser vilket krävs för att officiellt bli nominerad som oppositionsledare.

## Representanter
Sedan 2019 är 14,47 % av representanter kvinnor. Lite över en femtedel (21,83 %) har sin professionella bakgrund i jordbruk.

Innan en representant kan påbörja sin mandatperiod måste följande ed avläggas:
I, A.B., having been elected (or nominated) a member of the House of the People do swear in the name of God/solemnly affirm that I will bear true faith and allegiance to the Constitution of India as by law established, that I will uphold the sovereignty and integrity of India and that I will faithfully discharge the duty upon which I am about to enter. 

## Fördelning av valkretsar
I den fjortonde Lok Sabha fördelades valkretsarna (mandaten) på följande sätt mellan delstater och territorier:
| 1. Andhra Pradesh - 42 2. Arunachal Pradesh - 2 3. Assam - 14 4. Bihar - 40 5. Chhatisgarh - 11 6. Goa - 2 7. Gujarat - 26 8. Haryana - 10 9. Himachal Pradesh - 4 10. Jammu och Kashmir - 6 11. Jharkand - 14 12. Karnataka - 28 | 1. Kerala - 20 2. Madhya Pradesh - 29 3. Maharashtra - 48 4. Manipur - 2 5. Meghalaya - 2 6. Mizoram - 1 7. Nagaland - 1 8. Orissa - 21 9. Punjab - 13 10. Rajasthan - 25 11. Sikkim - 1 | 1. Tamil Nadu - 39 2. Tripura - 2 3. Uttar Pradesh - 85 4. Uttaranchal - 5 5. Västbengalen - 42 6. Andaman & Nicobar - 1 7. Chandigarh - 1 8. Dadra och Nagar Haveli - 1 9. Daman och Diu - 1 10. Delhi - 7 11. Lakshadweep - 1 12. Puducherry - 1 |